# Хамлин (округ)
Округ Хамлин (англ. Hamlin County) располагается в штате Южная Дакота, США. По состоянию на 2010 год, численность населения составляла 5903 человек.

## География
По данным Бюро переписи США, общая площадь округа равняется 1393 км2, из которых 1313 км2 суша и 81 км2 или 5,780 % это водоёмы.

## Население
По данным переписи населения 2000 года в округе проживает 5 540 жителей в составе 2 048 домашних хозяйств и 1 452 семей. Плотность населения составляет 4,00 человека на км2. На территории округа насчитывается 2 626 жилых строений, при плотности застройки около 2,00-х строений на км2. Расовый состав населения: белые — 98,48 %, афроамериканцы — 0,13 %, коренные американцы (индейцы) — 0,58 %, азиаты — 0,18 %, гавайцы — 0,00 %, представители других рас — 0,11 %, представители двух или более рас — 0,52 %. Испаноязычные составляли 0,63 % населения независимо от расы.
В составе 33,80 % из общего числа домашних хозяйств проживают дети в возрасте до 18 лет, 63,50 % домашних хозяйств представляют собой супружеские пары проживающие вместе, 4,80 % домашних хозяйств представляют собой одиноких женщин без супруга, 29,10 % домашних хозяйств не имеют отношения к семьям, 27,00 % домашних хозяйств состоят из одного человека, 14,50 % домашних хозяйств состоят из престарелых (65 лет и старше), проживающих в одиночестве. Средний размер домашнего хозяйства составляет 2,62 человека, и средний размер семьи 3,22 человека.
Возрастной состав округа: 29,40 % моложе 18 лет, 6,90 % от 18 до 24, 24,00 % от 25 до 44, 20,50 % от 45 до 64 и 20,50 % от 65 и старше. Средний возраст жителя округа 38 лет. На каждые 100 женщин приходится 98,90 мужчин. На каждые 100 женщин старше 18 лет приходится 96,80 мужчин.
Средний доход на домохозяйство в округе составлял 33 851 USD, на семью — 41 511 USD. Среднестатистический заработок мужчины был 28 446 USD против 21 412 USD для женщины. Доход на душу населения составлял 16 982 USD. Около 7,20 % семей и 12,10 % общего населения находились ниже черты бедности, в том числе — 17,00 % молодежи (тех, кому ещё не исполнилось 18 лет) и 14,30 % тех, кому было уже больше 65 лет.